# Ogenki Clinic
Ogenki Clinic (お元気クリニック, Ogenki kurinikku) est un manga hentai de Haruka Inui. Prépubliée dans le magazine Play Comic de l'éditeur Akita Shoten entre décembre 1987 et juin 1994, la série constitue un véritable phénomène au Japon où elle atteint des tirages de plus de deux millions d'exemplaires. Elle a également été adaptée en vidéos pour adultes.
La série se déroule dans une clinique dirigée par le docteur Sawaru Ogekuri qui est assisté dans sa tâche par la pulpeuse infirmière, Miss Ruko Tatase. Dans cette institution très particulière, les patients viennent se faire soigner pour impuissance, frigidité, éjaculation précoces et autres maux liés au sexe. On y pratique, en conséquence, une thérapie sexuelle qui est le prétexte à des débordements et des excès délirants.
En France, la série a été publiée en trois volumes par les Éditions Albin Michel, 12 bis. En outre, des pages ont paru régulièrement dans la revue Penthouse BD et dans L'Écho des savanes qui publie un volume de la série via Samouraï Éditions.